# رأی بدیل

نمونهٔ برگهٔ رأی نظام‌های انتخاباتی ترجیحی

رأی بدیل نوعی نظام انتخاباتی اکثریتی و ترجیحی است که رأی‌دهنده نامزدان را بر مبنای صلاحیت در برگهٔ رأی رتبه‌بندی می‌کند. نامزدی که اکثریت مطلق رتبه‌های اول برگه‌های رأی را کسب کند، برنده خواهد بود. اگر نامزدی با این شرایط موجود نبود، نامزدی که کمترین رتبه‌های اول را دریافت کرده حذف می‌شود و رأی‌های انتخاب‌کنندگانش بر حسب ترجیحات برگه‌های رأی بین نامزدان باقی‌مانده توزیع می‌شود. این مراحل آنقدر تکرار می‌شود تا بالاخره یکی از نامزدان حائز اکثریت مطلق آرا شود. در این روش وضعیت شمارش آرا به‌گونه‌ای است که گویی دورهای حذفی متعدد برگزار می‌شود ولی همگی فقط با یک نوبت رأی‌دهی. از این رو نام دیگر این نظام انتخاباتی دور حذفی سریع است. انتخابات با روش رأی بدیل معمولاً در حوزه‌های انتخاباتی تک‌نماینده برگزار می‌شود.
مهم‌ترین حسن روش رأی بدیل به روش رایج نخست‌گزینی آن است که نامزد پیروز به جای کسب اکثریت نسبی، اکثریت مطلق آرا را کسب می‌کند و در نتیجه از مشروعیت و پشتوانهٔ بیشتری برخوردار است. این همان فلسفهٔ نظام انتخاباتی دومرحله‌ای است که در برخی کشورها (نظیر ایران و افغانستان) برای تعیین رئیس‌جمهور به کار می‌رود، با این تفاوت که هزینه‌های گزاف دور دوم انتخابات را از روی دوش برگزارکنندگان و نامزدان بر می‌دارد و باعث صرفه‌جویی در وقت رأی‌دهندگان نیز می‌شود. روش رأی بدیل تا حدودی از میزان آرای بی‌اثر می‌کاهد، ولی نه به اندازهٔ نظام‌های تناسبی. همچنین، برگه‌های رأی ترجیحی امکان رأی‌دهی صادقانه را به رأی‌مندان می‌دهد و انگیزهٔ رأی‌دهی تاکتیکی را از بین می‌برد. رأی بدیل از کارزارهای تخریبی به میزان قابل توجهی می‌کاهد زیرا نامزدان باید برای جلب اولویت دوم رأی‌دهندگان نیز بکوشند. از همین رو روش رأی بدیل میانه‌روی سیاسی و اعتدال را ترویج و با افراط‌گرایی مقابله می‌کند. رأی بدیل می‌تواند نقش مؤثری در تقویت همبستگی در جوامعی ایفا کند که به‌شدت متکثر هستند.
رأی دادن به روش ترجیحی برای برخی رأی‌دهندگان دشوار است. شمارش آرا با دست نیز زمان‌بر است. چون رأی بدیل یک نظام اکثریتی است، استفاده از آن برای انتخاب یک گروه (مثلاً انتخابات مجلس) لزوماً به تسهیم متناسب و عادلانهٔ کرسی‌ها بین احزاب منجر نخواهد شد، و حتی ممکن است اکثریت ساختگی ناشی از رأی بدیل نسبت به سایر نظام‌های اکثریتی چون نخست‌گزینی نامتناسب‌تر باشد. مهم‌ترین ایرادی که ریاضی‌دانان از لحاظ نظری به روش رأی بدیل می‌گیرند، نقض معیار یکنوایی است، هرچند دربارهٔ احتمال وقوع این نقیصه در عمل اتفاق‌نظر ندارند و تخمین‌هایشان از ۰٫۰۲۵ درصد تا ۱۵ درصد متفاوت است.
از نظام رأی بدیل در حال حاضر در انتخابات مجالس ملی کشورهای استرالیا و پاپوآ گینه نو استفاده می‌شود. از این نظام در برخی انتخابات محلی و استانی کشورهای اروپا و آمریکای شمالی نیز استفاده می‌شود. انتخابات ریاست‌جمهوری ایرلند و بوسنی و هرزگوین و انتخابات مقامات شهری در سان فرانسیسکو و مینیاپولیس و چندین شهر دیگر آمریکا نیز به همین شیوه برگزار می‌شوند. چندین حزب بزرگ در سرتاسر جهان — نظیر احزاب کارگر و لیبرال دموکرات در بریتانیا و هر سه حزب بزرگ کانادا — برای انتخاب رهبرشان از روش رأی بدیل سود می‌برند. انتخاب رؤسای برخی از انجمنهای تخصصی و دانشگاهی نظیر انجمن روان‌شناسی آمریکا و انجمن علوم سیاسی آمریکا و نیز برندهٔ برخی جوایز مشهور بین‌المللی مثل جایزهٔ اسکار بهترین فیلم نیز به روش رأی بدیل انجام می‌گیرد.

## تعریف، تاریخچه و طبقه‌بندی

فلوچارت شمارش آرا به روش رأی بدیل

رأی بدیل نوعی نظام انتخاباتی اکثریتی و ترجیحی است که در آن رأی‌دهنده نامزدها را بر مبنای ترجیحش در برگهٔ رأی رتبه‌بندی می‌کند، به این معنی که به نامزد ارجحش رتبهٔ اول را می‌دهد، به انتخاب بعدی‌اش رتبهٔ دوم را می‌دهد و الی آخر. در نهایت، نامزدی که اکثریت مطلق رتبه‌های اول برگه‌های رأی را کسب کند، برنده خواهد بود. اگر نامزدی با این شرایط موجود نبود، نامزدی که کمترین رتبه‌های اول را دریافت کرده از محاسبه حذف می‌شود و رأی‌هایش به حساب نامزدان باقی‌مانده‌ای واریز می‌شود که در رتبهٔ دوم ترجیحات برگه‌های رأی قرار گرفته‌اند. این مراحل آنقدر تکرار می‌شود تا بالاخره یکی از نامزدان حائز اکثریت مطلق آرا شود. به این ترتیب، شمارش آرا به‌گونه‌ای انجام می‌شود که گویی دورهای حذفی متعدد برگزار می‌شود، ولی همگی فقط با یک نوبت رأی‌دهی میسر شده‌است. انتخابات با روش رأی بدیل معمولاً در حوزه‌های انتخاباتی تک‌نماینده برگزار می‌شود.
اگرچه رأی بدیل اساساً روشی تک‌برنده است، می‌توان از همین روش برای تهیهٔ فهرست رتبه‌بندی‌شدهٔ نامزدان بر حسب ترجیح رأی‌دهندگان استفاده کرد. در هر مرحله، نامزدی که حذف می‌شود ذیل نامزدانی قرار می‌گیرد که هنوز حذف نشده‌اند. اگر دو نامزد همزمان حذف شوند، مساوی در نظر گرفته می‌شوند.
نظام‌های انتخاباتی‌ای که در کشورهای دموکراتیک برای انتخابات پارلمان در سطح ملی به کار می‌روند بر مبنای نحوهٔ تقسیم کرسی‌ها در زیر طبقه‌بندی شده‌اند.
|         |         |         |         |         |         |         |         |         |         |         |         |        |        |  |  |            |            |            |            | نظام انتخاباتی |            |           |           |            |            |            |            |            |            |           |           |           |           |      |      |           |           |           |           |           |           |         |         |           |           |           |           |           |           |         |         |       |       |       |       |               |               |               |               |               |               |  |  |  |  |          |          |          |          |          |          |       |       |          |          |          |          |          |          |  |  |  |  |  |  |  |  |
|         |         |         |         |         |         |         |         |         |         |         |         |        |        |  |  |            |            |            |            |                |            |           |           |            |            |            |            |            |            |           |           |           |           |      |      |           |           |           |           |           |           |         |         |           |           |           |           |           |           |         |         |       |       |       |       |               |               |               |               |               |               |  |  |  |  |          |          |          |          |          |          |       |       |          |          |          |          |          |          |  |  |  |  |  |  |  |  |
|         |         |         |         |         |         |         |         |         |         |         |         |        |        |  |  |            |            |            |            |                |            |           |           |            |            |            |            |            |            |           |           |           |           |      |      |           |           |           |           |           |           |         |         |           |           |           |           |           |           |         |         |       |       |       |       |               |               |               |               |               |               |  |  |  |  |          |          |          |          |          |          |       |       |          |          |          |          |          |          |  |  |  |  |  |  |  |  |
|         |         |         |         | مختلط   | مختلط   | مختلط   | مختلط   | مختلط   | مختلط   |         |         |        |        |  |  |            |            |            |            | تناسبی         | تناسبی     | تناسبی    | تناسبی    | تناسبی     | تناسبی     |            |            |            |            |           |           |           |           |      |      |           |           |           |           | اکثریتی   | اکثریتی   | اکثریتی | اکثریتی | اکثریتی   | اکثریتی   |           |           |           |           |         |         |       |       |       |       |               |               |               |               |               |               |  |  |  |  |          |          |          |          |          |          |       |       |          |          |          |          |          |          |  |  |  |  |  |  |  |  |
|         |         |         |         | مختلط   | مختلط   | مختلط   | مختلط   | مختلط   | مختلط   |         |         |        |        |  |  |            |            |            |            | تناسبی         | تناسبی     | تناسبی    | تناسبی    | تناسبی     | تناسبی     |            |            |            |            |           |           |           |           |      |      |           |           |           |           | اکثریتی   | اکثریتی   | اکثریتی | اکثریتی | اکثریتی   | اکثریتی   |           |           |           |           |         |         |       |       |       |       |               |               |               |               |               |               |  |  |  |  |          |          |          |          |          |          |       |       |          |          |          |          |          |          |  |  |  |  |  |  |  |  |
|         |         |         |         |         |         |         |         |         |         |         |         |        |        |  |  |            |            |            |            |                |            |           |           |            |            |            |            |            |            |           |           |           |           |      |      |           |           |           |           |           |           |         |         |           |           |           |           |           |           |         |         |       |       |       |       |               |               |               |               |               |               |  |  |  |  |          |          |          |          |          |          |       |       |          |          |          |          |          |          |  |  |  |  |  |  |  |  |
| مستقل   | مستقل   | مستقل   | مستقل   | مستقل   | مستقل   |         |         | وابسته  | وابسته  | وابسته  | وابسته  | وابسته | وابسته |  |  | انتقال‌پذیر | انتقال‌پذیر | انتقال‌پذیر | انتقال‌پذیر | انتقال‌پذیر     | انتقال‌پذیر |           |           | فهرست حزبی | فهرست حزبی | فهرست حزبی | فهرست حزبی | فهرست حزبی | فهرست حزبی |           |           |           |           |      |      | مطلق      | مطلق      | مطلق      | مطلق      | مطلق      | مطلق      |         |         | نسبی      | نسبی      | نسبی      | نسبی      | نسبی      | نسبی      |         |         |       |       |       |       |               |               |               |               |               |               |  |  |  |  |          |          |          |          |          |          |       |       |          |          |          |          |          |          |  |  |  |  |  |  |  |  |
| مستقل   | مستقل   | مستقل   | مستقل   | مستقل   | مستقل   |         |         | وابسته  | وابسته  | وابسته  | وابسته  | وابسته | وابسته |  |  | انتقال‌پذیر | انتقال‌پذیر | انتقال‌پذیر | انتقال‌پذیر | انتقال‌پذیر     | انتقال‌پذیر |           |           | فهرست حزبی | فهرست حزبی | فهرست حزبی | فهرست حزبی | فهرست حزبی | فهرست حزبی |           |           |           |           |      |      | مطلق      | مطلق      | مطلق      | مطلق      | مطلق      | مطلق      |         |         | نسبی      | نسبی      | نسبی      | نسبی      | نسبی      | نسبی      |         |         |       |       |       |       |               |               |               |               |               |               |  |  |  |  |          |          |          |          |          |          |       |       |          |          |          |          |          |          |  |  |  |  |  |  |  |  |
|         |         |         |         |         |         |         |         |         |         |         |         |        |        |  |  |            |            |            |            |                |            |           |           |            |            |            |            |            |            |           |           |           |           |      |      |           |           |           |           |           |           |         |         |           |           |           |           |           |           |         |         |       |       |       |       |               |               |               |               |               |               |  |  |  |  |          |          |          |          |          |          |       |       |          |          |          |          |          |          |  |  |  |  |  |  |  |  |
| هم‌زیستی | هم‌زیستی | هم‌زیستی | هم‌زیستی | هم‌زیستی | هم‌زیستی |         |         | اصلاحی  | اصلاحی  | اصلاحی  | اصلاحی  | اصلاحی | اصلاحی |  |  |            |            |            |            | مقسوم‌علیه      | مقسوم‌علیه  | مقسوم‌علیه | مقسوم‌علیه | مقسوم‌علیه  | مقسوم‌علیه  |            |            | سهمیه      | سهمیه      | سهمیه     | سهمیه     | سهمیه     | سهمیه     |      |      | دومرحله‌ای | دومرحله‌ای | دومرحله‌ای | دومرحله‌ای | دومرحله‌ای | دومرحله‌ای |         |         | نخست‌گزینی | نخست‌گزینی | نخست‌گزینی | نخست‌گزینی | نخست‌گزینی | نخست‌گزینی |         |         |       |       |       |       |               |               |               |               |               |               |  |  |  |  |          |          |          |          |          |          |       |       |          |          |          |          |          |          |  |  |  |  |  |  |  |  |
| هم‌زیستی | هم‌زیستی | هم‌زیستی | هم‌زیستی | هم‌زیستی | هم‌زیستی | برهم‌نهی | برهم‌نهی | برهم‌نهی | برهم‌نهی | برهم‌نهی | برهم‌نهی | اصلاحی | اصلاحی |  |  | شرطی       | شرطی       | شرطی       | شرطی       | شرطی           | شرطی       | مقسوم‌علیه | مقسوم‌علیه | مقسوم‌علیه  | مقسوم‌علیه  |            |            | سهمیه      | سهمیه      | سهمیه     | سهمیه     | سهمیه     | سهمیه     |      |      | دومرحله‌ای | دومرحله‌ای | دومرحله‌ای | دومرحله‌ای | دومرحله‌ای | دومرحله‌ای |         |         | نخست‌گزینی | نخست‌گزینی | نخست‌گزینی | نخست‌گزینی | نخست‌گزینی | نخست‌گزینی |         |         |       |       |       |       |               |               |               |               |               |               |  |  |  |  | رأی بدیل | رأی بدیل | رأی بدیل | رأی بدیل | رأی بدیل | رأی بدیل |       |       | دسته‌جمعی | دسته‌جمعی | دسته‌جمعی | دسته‌جمعی | دسته‌جمعی | دسته‌جمعی |  |  |  |  |  |  |  |  |
| گداختی  | گداختی  | گداختی  | گداختی  | گداختی  | گداختی  | برهم‌نهی | برهم‌نهی | برهم‌نهی | برهم‌نهی | برهم‌نهی | برهم‌نهی |        |        |  |  | شرطی       | شرطی       | شرطی       | شرطی       | شرطی           | شرطی       |           |           |            |            |            |            |            |            |           |           | دونت      | دونت      | دونت | دونت | دونت      | دونت      |           |           | هیر       | هیر       | هیر     | هیر     | هیر       | هیر       |           |           |           |           |         |         |       |       |       |       | دسته‌جمعی حزبی | دسته‌جمعی حزبی | دسته‌جمعی حزبی | دسته‌جمعی حزبی | دسته‌جمعی حزبی | دسته‌جمعی حزبی |  |  |  |  | رأی بدیل | رأی بدیل | رأی بدیل | رأی بدیل | رأی بدیل | رأی بدیل |       |       | دسته‌جمعی | دسته‌جمعی | دسته‌جمعی | دسته‌جمعی | دسته‌جمعی | دسته‌جمعی |  |  |  |  |  |  |  |  |
| گداختی  | گداختی  | گداختی  | گداختی  | گداختی  | گداختی  |         |         |         |         |         |         |        |        |  |  |            |            |            |            |                |            |           |           |            |            | سنت-لاگه   | سنت-لاگه   | سنت-لاگه   | سنت-لاگه   | سنت-لاگه  | سنت-لاگه  | دونت      | دونت      | دونت | دونت | دونت      | دونت      |           |           | هیر       | هیر       | هیر     | هیر     | هیر       | هیر       | هاگن‌باخ   | هاگن‌باخ   | هاگن‌باخ   | هاگن‌باخ   | هاگن‌باخ | هاگن‌باخ |       |       |       |       | دسته‌جمعی حزبی | دسته‌جمعی حزبی | دسته‌جمعی حزبی | دسته‌جمعی حزبی | دسته‌جمعی حزبی | دسته‌جمعی حزبی |  |  |  |  |          |          | محدود    | محدود    | محدود    | محدود    | محدود | محدود |          |          |          |          |          |          |  |  |  |  |  |  |  |  |
|         |         |         |         |         |         |         |         |         |         |         |         |        |        |  |  |            |            |            |            |                |            |           |           |            |            | سنت-لاگه   | سنت-لاگه   | سنت-لاگه   | سنت-لاگه   | سنت-لاگه  | سنت-لاگه  |           |           | دروپ | دروپ | دروپ      | دروپ      | دروپ      | دروپ      |           |           |         |         |           |           | هاگن‌باخ   | هاگن‌باخ   | هاگن‌باخ   | هاگن‌باخ   | هاگن‌باخ | هاگن‌باخ |       |       |       |       | انتقال‌ناپذیر  | انتقال‌ناپذیر  | انتقال‌ناپذیر  | انتقال‌ناپذیر  | انتقال‌ناپذیر  | انتقال‌ناپذیر  |  |  |  |  |          |          | محدود    | محدود    | محدود    | محدود    | محدود | محدود |          |          |          |          |          |          |  |  |  |  |  |  |  |  |
|         |         |         |         |         |         |         |         |         |         |         |         |        |        |  |  |            |            |            |            |                |            |           |           |            |            |            |            | ایمپریالی  | ایمپریالی  | ایمپریالی | ایمپریالی | ایمپریالی | ایمپریالی | دروپ | دروپ | دروپ      | دروپ      | دروپ      | دروپ      |           |           |         |         |           |           |           |           |           |           | بوردا   | بوردا   | بوردا | بوردا | بوردا | بوردا | انتقال‌ناپذیر  | انتقال‌ناپذیر  | انتقال‌ناپذیر  | انتقال‌ناپذیر  | انتقال‌ناپذیر  | انتقال‌ناپذیر  |  |  |  |  |          |          |          |          |          |          |       |       |          |          |          |          |          |          |  |  |  |  |  |  |  |  |

گرچه رأی بدیل از لحاظ نحوهٔ تسهیم کرسی‌ها جزو روش‌های اکثریتی محسوب می‌شود ولی از لحاظ فلسفهٔ رأی‌دهی و شمارش در واقع نسخهٔ ساده‌تری از نظام انتخاباتی تک‌رأی انتقال‌پذیر است با این تفاوت که رأی بدیل در حوزه‌های انتخابیهٔ تک‌کرسی برای انتخاب یک نماینده به کار می‌رود ولی تک‌رأی انتقال‌پذیر در حوزه‌های انتخابیهٔ چندکرسی برای انتخاب چند نماینده. روش تک‌رأی انتقال‌پذیر را کارل آندره، ریاضی‌دان و سیاستمدار دانمارکی، در ۱۸۵۵ و تامس هیر، حقوقدان انگلیسی، در ۱۸۵۷ مستقل از هم ابداع کردند. با آنکه آندره دو سال زودتر این روش را معرفی کرده بود، اما نام هیر بیشتر بر سر زبان‌ها افتاد و با نام تک‌رأی انتقال‌پذیر گره خورد. امروزه از «نظام هیر» برای اشاره به هر دو نظام استفاده می‌شود ولی خود هیر به انتخابات تک‌برنده در حوزه‌های تک‌کرسی اشاره‌ای نکرده بود. در واقع این ویلیام رابرت ویر، معمار آمریکایی، بود که در ۱۸۷۱ برای اولین بار از به کار بردن این روش در حوزه‌های تک‌کرسی سخن به میان آورد، و از این رو به آن روش ویر هم می‌گویند. مارکی دو کندورسه پیشتر به این روش اشاره کرده بود، اما هدف او حمایت از به کار گرفتن رأی بدیل نبود، بلکه در مقام نکوهش آن بود.

## مثال‌ها
| رأی‌دهنده | ترجیح اول | ترجیح دوم | ترجیح سوم | ترجیح چهارم |
| -------- | --------- | --------- | --------- | ----------- |
| A        | ج         | س         | م         | د           |
| B        | ج         | م         | د         | —           |
| C        | د         | م         | س         | ج           |
| D        | م         | —         | —         | —           |
| E        | م         | س         | د         | ج           |
| F        | ج         | د         | س         | م           |
| G        | س         | د         | م         | ج           |
| H        | د         | ج         | —         | —           |
| I        | د         | م         | —         | —           |
| J        | د         | س         | م         | —           |
| K        | ج         | م         | —         | —           |
| L        | م         | س         | د         | —           |
| M        | ج         | م         | —         | —           |

برای درک روش رأی‌دادن و نحوهٔ شمارش آرا، مثال‌هایی در ذیل آمده است. مثال اول ساختگی و آموزشی است، ولی دو مثال بعدی واقعی هستند.

### مثال فرضی
مثال زیر با هدف نشان دادن قابلیت‌های گوناگون روش رأی بدیل (پیروزی نهایی نامزدی که دور اول بازنده بود، نحوهٔ بازتوزیع آرا، و چگونگی فرسایش آرا) طراحی شده‌است.
در مثال فرضی زیر قرار است برندهٔ یک انتخابات با ۴ نامزد به نام‌های جواد (ج)، دلارام (د)، سارا (س)، و میلاد (م) و ۱۳ رأی‌دهنده که با حروف لاتین A تا M مشخص شده‌اند تعیین شود. رأی‌دهندگان مجازند هر تعداد دلخواه از نامزدان را بر حسب ارجحیت رتبه‌بندی کنند. برگه‌های رأی در جدول روبه‌رو نشان داده شده‌اند. نحوهٔ خواندن برگه‌های رأی به این صورت است: رأی‌دهندهٔ C هر چهار نامزد را رتبه‌بندی کرده‌است؛ او ترجیح می‌دهد که نامزدها به‌ترتیب روبه‌رو برندهٔ انتخابات شوند: اول دلارام، سپس میلاد، سپس سارا، و در نهایت جواد.
| نامزد       | دور اول | دور دوم | دور سوم |
| ----------- | ------- | ------- | ------- |
| دلارام      | ۴       | ۵       | ۷       |
| جواد        | ۵       | ۵       | ۵       |
| میلاد       | ۳       | ۳       |         |
| سارا        | ۱       |         |         |
| آرای فرسوده | ۰       | ۰       | ۱       |
| مجموع       | ۱۳      | ۱۳      | ۱۳      |

در دور اول شمارش آرا، ترجیح اول رأی‌دهندگان خوانده می‌شود. اگر نامزدی حائز اکثریت مطلق آرا (۷ رأی) شد، برنده خواهد بود. جواد ۵ رأی آورده‌است (A و B و F و K و M)، دلارام ۴ رأی (C و H و I و J)، میلاد ۳ رأی (D و E و L)، و سارا فقط ۱ رأی (G). چون هیچ‌یک از نامزدها اکثریت مطلق را به دست نیاورده‌اند، شمارش آرا به دور دوم کشیده می‌شود.
در دور دوم شمارش آرا، سارا که کمترین رأی را آورده بود حذف می‌شود و رأی‌هایش بین نامزدان باقی‌مانده بازتوزیع می‌شود؛ به طور مشخص، آرای او به حساب نامزدی واریز می‌شود که در همان برگهٔ رأی رتبهٔ دوم را داشته‌است. چون رأی‌دهندهٔ G در برگهٔ رأیش، دلارام را پس از سارا انتخاب کرده‌است، رأی او به حساب دلارام واریز می‌شود. در پایان شمارش دور دوم، جواد ۵ رأی دارد (A و B و F و K و M)، دلارام نیز ۵ رأی (C و G و H و I و J)، و میلاد ۳ رأی (D و E و L)، هنوز هیچ‌کدام از نامزدان نتوانسته‌است اکثریت آرا را کسب کند؛ پس شمارش آرا در دور سوم ادامه پیدا می‌کند.
در دور سوم شمارش آرا، میلاد که کمترین رأی را دارد حذف می‌شود و رأی‌هایش بین جواد و دلارام توزیع می‌شود. رأی‌دهندگان E و  L هر دو دلارام را پس از میلاد (و سارای حذف‌شده) به عنوان ترجیح سوم انتخاب کرده‌اند بنابراین آرای این دو نفر به دلارام می‌رسد. رأی‌دهندهٔ D هیچ نامزدی را پس از میلاد به عنوان ترجیح بعدی معرفی نکرده‌است، بنابراین لاجرم رأیش نمی‌تواند در شمارش این دور لحاظ شود. رأی او اصطلاحاً «فرسوده» و بی‌اثر می‌شود و از اینجا به بعد کلاً شمارش نمی‌شود. در پایان این دور، دلارام با کسب ۷ رأی (C و E و G و H و I و J و L) برندهٔ انتخابات خواهد بود. نکتهٔ قابل توجه آن است که در مرحلهٔ اول دلارام دارای اکثریت نسبی آرا نبود (۴ رأی، در مقابل ۵ رأی جواد) اما برآیند ترجیحات آرای کاربران چنان بود که نهایتاً او برندهٔ انتخاب شد.

### انتخابات ۲۰۱۱ شهرداری سان فرانسیسکو
مثال زیر با هدف نشان دادن قابلیت روش رأی بدیل برای برگزاری دورهای متعددِ حذفیِ سریع آورده شده‌است. شمارش آرا در این انتخابات به دور دوازدهم کشید.
شهروندان سان فرانسیسکو در مارس ۲۰۰۲ تصمیم گرفتند که انتخابات مقامات شهری از جمله شهردار، دادستان، کلانتر و . . . را به‌جای روش دومرحله‌ای به روش رأی بدیل برگزار کنند. این انتخابات غیرحزبی است و در آن هر رأی‌دهنده حداکثر مجاز به اولویت‌بندی سه گزینه بود. جدول زیر مربوط به انتخابات سال ۲۰۱۱ شهرداری سان فرانسیسکو است.
| حزب | حزب        | نامزد           | حداکثر دور | بیشترین آرا | سهم از حداکثر دور | حداکثر رأی آرای دور اول آرای منتقل‌شده |
| --- | ---------- | --------------- | ---------- | ----------- | ----------------- | ------------------------------------- |
|     | دموکرات    | اد لی (متصدی)   | ۱۲         | ۸۴٬۴۵۷      | ۵۹٫۶۴٪            |                                       |
|     | دموکرات    | جان آوالوس      | ۱۲         | ۵۷٬۱۶۰      | ۴۰٫۳۶٪            |                                       |
|     | دموکرات    | دنیس هررا       | ۱۱         | ۳۷٬۱۴۲      | ۲۲٫۵۹٪            |                                       |
|     | دموکرات    | دیوید چیو       | ۱۰         | ۲۵٬۲۶۷      | ۱۴٫۵۱٪            |                                       |
|     | دموکرات    | لیلند یی        | ۹          | ۱۸٬۰۱۶      | ۹٫۹۸٪             |                                       |
|     | دموکرات    | جف آداچی        | ۸          | ۱۵٬۶۷۰      | ۸٫۴۳٪             |                                       |
|     | دموکرات    | بوان دافتی      | ۷          | ۱۰٬۴۵۵      | ۵٫۵۶٪             |                                       |
|     | مستقل      | تونی هال        | ۶          | ۷۸۹۶        | ۴٫۱۴٪             |                                       |
|     | دموکرات    | میشلا آلیتو-پیر | ۵          | ۷۳۷۸        | ۳٫۸۲٪             |                                       |
|     | مستقل      | جوانا ریس       | ۴          | ۳۱۸۵        | ۱٫۶۴٪             |                                       |
|     | سبز        | تری جوان باوم   | ۴          | ۱۷۳۸        | ۰٫۸۹٪             |                                       |
|     | دموکرات    | فیل تینگ        | ۴          | ۱۰۴۹        | ۰٫۵۴٪             |                                       |
|     | جمهوری‌خواه | سزار آسکارونز   | ۴          | ۵۸۳         | ۰٫۳۰٪             |                                       |
|     | جمهوری‌خواه | ویلما پانگ      | ۳          | ۴۶۹         | ۰٫۲۴٪             |                                       |
|     | دموکرات    | امیل لارنس      | ۲          | ۳۹۷         | ۰٫۲۰٪             |                                       |
|     | دموکرات    | پل کوریر        | ۱          | ۲۴۸         | ۰٫۱۳٪             |                                       |
|     | مستقل      | نوشتنی          | ۱          | ۳۸          | ۰٫۰۲٪             |                                       |

در جدول زیر نتایج شمارش دوربه‌دور آرا و نحوهٔ انتقال آن‌ها آمده است. برگه‌های رأی در انتخابات سان فرانسیسکو به این صورت است که اسامی نامزدها در سه ستون مجزا تکرار شده‌است و رأی‌دهنده باید حداکثر یک گزینه را به ازای هر ستون انتخاب کند تا سه اولویتش مشخص شود. سپس برگه‌ها اسکن و توسط ماشین خوانده و شمارش می‌شوند.
اصطلاحات به‌کاررفته در جدول در زیر تعریف شده‌اند. این تعاریف مختص همین انتخابات هستند و ممکن است این اصطلاحات در موقعیت‌های دیگر در معانی دیگری به کار روند.   
- رأی پیش‌رونده:[ط] رأی صحیحی که در دور بعدی شمارش هم لحاظ خواهد شد.
- رأی فرسوده:[ظ] رأی صحیحی که در دور بعدی شمارش نمی‌تواند لحاظ شود چون از تمام ظرفیتش استفاده شده و به‌اصطلاح از رمق افتاده است. این وضعیت در صورتی رخ می‌دهد که برگهٔ رأی به‌درستی پر شده باشد ولی همهٔ نامزدهای مشخص‌شده در آن، پیش از آغاز دور نهایی از انتخابات حذف شده باشند.
- اضافه‌رأی:[ع] رأی مخدوشی که ممکن است در شمارش آرا محاسبه شود. این وضعیت در صورتی رخ می‌دهد که رأی‌دهنده بیشتر از یک گزینه را در یکی از ستون‌های برگهٔ رأی انتخاب کرده باشد. اگر ستون اول در یک برگهٔ رأی به‌درستی پر شده باشد، تا هنگامی که آن نامزد حذف نشده‌است، آن برگهٔ رأی در شمارش آرا لحاظ خواهد شد حتی اگر ستون‌های دوم یا سوم حاوی اضافه‌رأی باشند. همین وضعیت برای ستون دوم هم برقرار است. به همین دلیل است که با پیشروی دورهای شمارش ممکن است اضافه‌رأی‌ها افزایش یابد. اما اگر ستون اول حاوی اضافه‌رأی باشد، برگهٔ رأی در شمارش آرا لحاظ نخواهد شد حتی اگر ستون‌های بعدی به‌درستی پر شده باشند. همین وضعیت برای ستون دوم نیز برقرار است.
- کم‌رأی:[غ] برگهٔ رأی سفید.[۹]

در این انتخابات، اد لی که در دور اول اکثریت نسبی آرا را به دست آورده بود اما اکثریت مطلق آرا را به دست نیاورده بود، نهایتاً برندهٔ انتخابات شد.
| نامزد            | دور ۱   | دور ۲   | دور ۳   | دور ۴   | دور ۵   | دور ۶   | دور ۷   | دور ۸   | دور ۹   | دور ۱۰  | دور ۱۱  | دور ۱۲  |
| ---------------- | ------- | ------- | ------- | ------- | ------- | ------- | ------- | ------- | ------- | ------- | ------- | ------- |
| اد لی            | ۵۹٬۷۷۵  | ۵۹٬۷۹۶  | ۵۹٬۸۲۲  | ۵۹٬۸۹۹  | ۶۰٬۶۱۰  | ۶۱٬۷۴۷  | ۶۳٬۴۹۵  | ۶۵٬۱۴۲  | ۶۷٬۵۴۲  | ۷۱٬۱۳۳  | ۷۸٬۶۱۵  | ۸۴٬۴۵۷  |
| جان آوالوس       | ۳۷٬۴۴۵  | ۳۷٬۴۷۲  | ۳۷٬۴۸۱  | ۳۷٬۴۹۷  | ۳۸٬۸۷۱  | ۳۹٬۳۲۰  | ۳۹٬۵۲۴  | ۴۱٬۰۳۵  | ۴۲٬۸۷۷  | ۴۵٬۵۰۵  | ۴۸٬۶۳۸  | ۵۷٬۱۶۰  |
| دنیس هررا        | ۲۱٬۹۱۴  | ۲۱٬۹۳۷  | ۲۱٬۹۵۸  | ۲۱٬۹۷۷  | ۲۲٬۶۰۶  | ۲۳٬۵۳۱  | ۲۴٬۲۵۷  | ۲۷٬۰۸۱  | ۲۹٬۶۷۳  | ۳۲٬۲۷۶  | ۳۷٬۱۴۲  |         |
| دیوید چیو        | ۱۷٬۹۲۱  | ۱۷٬۹۲۹  | ۱۷٬۹۴۶  | ۱۷٬۹۹۴  | ۱۸٬۴۹۵  | ۱۸٬۹۵۷  | ۱۹٬۳۲۶  | ۲۰٬۳۲۷  | ۲۲٬۴۶۱  | ۲۵٬۲۶۷  |         |         |
| لیلند یی         | ۱۴٬۶۰۹  | ۱۴٬۶۲۱  | ۱۴٬۶۳۴  | ۱۴٬۶۶۶  | ۱۵٬۰۳۰  | ۱۵٬۶۳۱  | ۱۶٬۰۲۱  | ۱۶٬۶۹۱  | ۱۸٬۰۱۶  |         |         |         |
| جف آداچی         | ۱۲٬۵۳۴  | ۱۲٬۵۵۷  | ۱۲٬۵۸۶  | ۱۲٬۶۲۴  | ۱۳٬۱۵۶  | ۱۳٬۷۲۸  | ۱۵٬۰۴۸  | ۱۵٬۶۷۰  |         |         |         |         |
| بوان دافتی       | ۹٬۲۰۸   | ۹٬۲۲۰   | ۹٬۲۳۰   | ۹٬۲۴۴   | ۹٬۵۸۳   | ۱۰٬۱۳۳  | ۱۰٬۴۵۵  |         |         |         |         |         |
| تونی هال         | ۶٬۹۳۰   | ۶٬۹۵۸   | ۷٬۰۰۱   | ۷٬۰۲۵   | ۷٬۳۹۷   | ۷٬۸۹۶   |         |         |         |         |         |         |
| میشلا آلیوتو-پیر | ۶٬۶۴۸   | ۶٬۶۶۰   | ۶٬۶۹۴   | ۶٬۷۲۰   | ۷٬۳۷۸   |         |         |         |         |         |         |         |
| جوانا ریس        | ۳٬۱۰۴   | ۳٬۱۱۱   | ۳٬۱۴۳   | ۳٬۱۸۵   |         |         |         |         |         |         |         |         |
| تری جوان باوم    | ۱٬۶۶۵   | ۱٬۶۷۶   | ۱٬۶۹۸   | ۱٬۷۳۸   |         |         |         |         |         |         |         |         |
| فیل تینگ         | ۱٬۰۱۶   | ۱٬۰۲۲   | ۱٬۰۳۰   | ۱٬۰۴۹   |         |         |         |         |         |         |         |         |
| سزار آسکارونز    | ۵۳۷     | ۵۵۱     | ۵۷۸     | ۵۸۳     |         |         |         |         |         |         |         |         |
| ویلما پانگ       | ۴۴۴     | ۴۵۶     | ۴۶۹     |         |         |         |         |         |         |         |         |         |
| امیل لارنس       | ۳۸۲     | ۳۹۷     |         |         |         |         |         |         |         |         |         |         |
| پل کوریر         | ۲۴۸     |         |         |         |         |         |         |         |         |         |         |         |
| نوشتنی           | ۳۸      |         |         |         |         |         |         |         |         |         |         |         |
| آرای پیش‌رونده    | ۱۹۴٬۴۱۸ | ۱۹۴٬۳۶۳ | ۱۹۴٬۲۷۰ | ۱۹۴٬۲۰۱ | ۱۹۳٬۱۲۶ | ۱۹۰٬۹۴۳ | ۱۸۸٬۱۲۶ | ۱۸۵٬۹۴۶ | ۱۸۰٬۵۶۹ | ۱۷۴٬۱۸۱ | ۱۶۴٬۳۹۵ | ۱۴۱٬۶۱۷ |
| آرای فرسوده      | ۰       | ۵۵      | ۱۴۴     | ۲۱۲     | ۱٬۲۷۲   | ۳٬۴۲۹   | ۶٬۲۳۲   | ۸٬۴۰۱   | ۱۳٬۷۳۵  | ۲۰٬۰۷۰  | ۲۹٬۸۲۸  | ۵۲٬۵۲۴  |
| اضافه‌رأی‌ها       | ۸۲۰     | ۸۲۰     | ۸۲۴     | ۸۲۵     | ۸۴۰     | ۸۶۶     | ۸۸۰     | ۸۹۱     | ۹۳۴     | ۹۸۷     | ۱٬۰۱۵   | ۱٬۰۹۷   |
| کم‌رأی‌ها          | ۲٬۰۰۴   | ۲٬۰۰۴   | ۲٬۰۰۴   | ۲٬۰۰۴   | ۲٬۰۰۴   | ۲٬۰۰۴   | ۲٬۰۰۴   | ۲٬۰۰۴   | ۲٬۰۰۴   | ۲٬۰۰۴   | ۲٬۰۰۴   | ۲٬۰۰۴   |
| مجموع            | ۱۹۷٬۲۴۲ | ۱۹۷٬۲۴۲ | ۱۹۷٬۲۴۲ | ۱۹۷٬۲۴۲ | ۱۹۷٬۲۴۲ | ۱۹۷٬۲۴۲ | ۱۹۷٬۲۴۲ | ۱۹۷٬۲۴۲ | ۱۹۷٬۲۴۲ | ۱۹۷٬۲۴۲ | ۱۹۷٬۲۴۲ | ۱۹۷٬۲۴۲ |

### انتخابات ۲۰۱۰ رهبری حزب کارگر بریتانیا
مثال زیر با هدف نشان دادن قابلیت روش رأی بدیل در تلفیق با سایر روش‌های رأی‌دهی آورده شده‌است.
رهبر حزب کارگر بریتانیا به روش رأی بدیل انتخاب می‌شود. شیوهٔ انتخاب رهبر حزب از سال ۱۹۸۳ تا ۲۰۱۴ تلفیقی از رأی بدیل و مجمع گزینندگان بود. رأی‌مندان، طبق مقررات حزب کارگر در سال ۲۰۱۰ به سه دسته تقسیم شدند: دستهٔ اول نمایندگان حزب در مجلس عوام یا پارلمان اروپا، دستهٔ دوم اعضای رسمی حزب در سرتاسر کشور، و دستهٔ سوم وابستگان حزب از قبیل اعضای اتحادیه‌های صنفی. انتخابات در هر دسته جداگانه برگزار و در نهایت از نتایج میانگین گرفته شد. وزن دسته‌ها با هم برابر (یک‌سوم) بود ولی قاعدتاً وزن آرای انفرادی خیر. چون دستهٔ نمایندگان فقط ۲۶۶ عضو داشت، وزن رأی یک نماینده بسیار بیشتر از وزن رأی یکی از اعضای اتحادیه‌های صنفی با جمعیت ۲۱۱٬۲۳۴ نفر بود.
پس از انتخابات سراسری ۲۰۱۰ بریتانیا که به شکست حزب کارگر انجامید، گوردون براون از سمت رهبری حزب استعفا کرد. دیوید میلیبند، اد میلیبند، اد بالز، اندی برنهم، و داین ابوت برای انتخابات رهبری حزب اعلام نامزدی کردند. در این میان دیوید میلیبند، وزیر سابق امور خارجه، که از لحاظ سیاسی در موقعیت میانه قرار داشت و از حمایت بزرگان حزب و نمایندگان پارلمان برخوردار بود، نامزد پیشتاز تلقی می‌شد. برادر جوان‌ترش، اد میلیبند، بخت کمتری برای پیروزی داشت ولی از لحاظ سیاسی در موقعیت چپ میانه قرار می‌گرفت. جایگاه بالز و برنهم در طیف سیاسی بسیار نزدیک اد میلیبند بود، و ابوت چپ‌گراترین نامزد تلقی می‌شد.
| نامزد | نامزد         | نمایندگان | نمایندگان | اعضای حزب | اعضای حزب | وابستگان | وابستگان | میانگین |
| نامزد | نامزد         | آرا       | ٪         | آرا       | ٪         | آرا      | ٪        | ٪       |
| ----- | ------------- | --------- | --------- | --------- | --------- | -------- | -------- | ------- |
|       | دیوید میلیبند | ۱۱۱       | ۴۱٫۷      | ۵۵٬۹۰۵    | ۴۴٫۱      | ۵۸٬۱۸۹   | ۲۷٫۵     | ۳۷٫۸    |
|       | اد میلیبند    | ۸۴        | ۳۱٫۶      | ۳۷٬۹۸۰    | ۲۹٫۹      | ۸۷٬۵۸۵   | ۴۱٫۵     | ۳۴٫۳    |
|       | اد بالز       | ۴۰        | ۱۵٫۰      | ۱۲٬۸۳۱    | ۱۰٫۱      | ۲۱٬۶۱۸   | ۱۰٫۲     | ۱۱٫۸    |
|       | اندی برنهم    | ۲۴        | ۹٫۰       | ۱۰٬۸۴۴    | ۸٫۵       | ۱۷٬۹۰۴   | ۸٫۵      | ۸٫۷     |
|       | داین ابوت     | ۷         | ۲٫۶       | ۹٬۳۱۴     | ۷٫۳       | ۲۵٬۹۳۸   | ۱۲٫۳     | ۷٫۴     |
| مجموع | مجموع         | ۲۶۶       | ۱۰۰       | ۱۲۶٬۸۷۴   | ۱۰۰       | ۲۱۱٬۲۳۴  | ۱۰۰      | ۱۰۰     |

در دور اول شمارش آرا، دیوید میلیبند مطابق انتظارات بیشترین رأی را کسب کرد ولی به اکثریت مطلق آرا دست نیافت. مجموع آرای اد بالز، اندی برنهم، و داین ابوت در این دور (۲۷٫۹ درصد) از آرای اد میلیبند (۳۴٫۳ درصد) کمتر است؛ بنابراین آن‌ها در همین دور حذف و رأی‌هایشان بازتوزیع شد.
| نامزد       | نامزد         | نمایندگان | نمایندگان | اعضای حزب | اعضای حزب | وابستگان | وابستگان | میانگین |
| نامزد       | نامزد         | آرا       | ٪         | آرا       | ٪         | آرا      | ٪        | ٪       |
| ----------- | ------------- | --------- | --------- | --------- | --------- | -------- | -------- | ------- |
|             | اد میلیبند    | ۱۲۲       | ۴۶٫۶      | ۵۵٬۹۹۲    | ۴۵٫۶      | ۱۱۹٬۴۰۵  | ۵۹٫۸     | ۵۰٫۷    |
|             | دیوید میلیبند | ۱۴۰       | ۵۳٫۴      | ۶۶٬۸۱۴    | ۵۴٫۴      | ۸۰٬۲۶۶   | ۴۰٫۲     | ۴۹٫۳    |
| مجموع       | مجموع         | ۲۶۲       | ۱۰۰       | ۱۲۲٬۸۰۶   | ۱۰۰       | ۱۹۹٬۶۷۱  | ۱۰۰      | ۱۰۰     |
| آرای فرسوده | آرای فرسوده   | ۴         | (۱٫۵)     | ۴٬۰۶۸     | (۳٫۲)     | ۱۱٬۵۶۳   | (۵٫۵)    | —       |

در دور دوم شمارش، آرای نامزدانی که در سمت چپ طیف سیاسی قرار می‌گرفتند بیشتر به سوی اد میلیبند جریان یافت و او با کسب اکثریت مطلق آرا برندهٔ انتخابات شد.

## محاسن و معایب
رأی بدیل یک نظام اکثریتی است، در نتیجه از اغلب مزایای نظام‌های اکثریتی بهره‌مند و به اغلب معایب این نوع نظام‌ها دچار است.

### پشتوانه
مهم‌ترین مزیت رأی بدیل نسبت به نظام رایج نخست‌گزینی آن است که برنده حائز اکثریت مطلق آراست، در نتیجه مشروعیت و پشتوانهٔ بیشتری را نسبت به کسانی خواهد داشت که صرفاً با کسب اکثریت نسبی وارد پارلمان شده‌اند. از این لحاظ رأی بدیل مشابه نظام دومرحله‌ای عمل می‌کند، با این تفاوت مهم که هزینه‌های گزاف دور دوم انتخابات را هم از دوش برگزارکنندگان و هم از دوش نامزدان برمی‌دارد. با وجود این، سایر مشکلات مربوط به قاعدهٔ حاکمیت اکثریت، چون اکثریت ساختگی، همچنان در روش رأی بدیل برقرار است. اکثریت ساختگی آن است که یک حزب با وجود عدم کسب اکثریت آرای مردمی در انتخابات، اکثریت کرسی‌های نمایندگی را در مجلس تصاحب کند. تنها نظام‌های تناسبی و احیاناً نیمه‌تناسبی هستند که از این عیب مبرایند.

### شکستن آرا
یکی از مزایای رأی بدیل، کاهش قابل توجه معضل نامزدهای رأی‌شکن در نظام‌های دوحزبی است. نامزد رأی‌شکن نامزدی مستقل یا از احزاب کوچک است که عملاً شانسی برای پیروزی ندارد ولی با حضورش در انتخابات، نتیجهٔ نهایی را سهواً یا تعمداً به نفع یکی از دو حزب بزرگ رقم می‌زند. از معروف‌ترین نامزدهای رأی‌شکن، رالف نیدر در انتخابات جنجال‌برانگیز ریاست‌جمهوری ۲۰۰۰ آمریکا است که با کسب بیش از ۲٫۷ درصد آرا، مقصر اصلی شکست ال گور از جورج بوش به زعم دموکرات‌ها بود. در واقع پس از آن انتخابات و کش‌مکش‌های فراوان آن بود که موجی از درخواست‌های تغییر در نظام انتخاباتی در شهرهای مختلف آمریکا از کالیفرنیا (در غرب) تا مین (در شرق) به راه افتاد. در روش رأی بدیل، اگر چه ممکن است نامزدهای رأی‌شکن در دور اول شمارش، رأی یکی از نامزدهای اصلی را بشکنند (تصاحب کنند)، ولی چون در دورهای بعدی شمارش سرانجام حذف و آرایشان منتقل خواهد شد، نخواهند توانست بر نتیجهٔ نهایی اثر نامتناسبی بگذارند. با وجود این، رأی بدیل مشکل شکستن آرا را به‌کلی از بین نمی‌برد، بلکه احتمال وقوعش را در عمل بسیار کاهش می‌دهد.

### آرای مؤثر
رأی بدیل از میزان هدررفت آرا می‌کاهد.  مانند نظام دومرحله‌ای، در این روش بیش از نیمی از آرا در دور نهایی مؤثر خواهند بود. با این حال، رأی بدیل به عنوان یک نظام اکثریتی همچنان آرای زیادی را هدر می‌دهد (گاهی تا ۴۹ درصد آرا) و این در تقابل با نظام‌های تناسبی است که میزان آرای بی‌اثر در آن‌ها اغلب بین ۱۰ تا ۱۵ درصد است. رأی بدیل با مشکل آرای فرسوده نیز مواجه است. گرچه می‌توان با ترغیب (یا اجبار) رأی‌دهندگان به اولویت‌بندی همهٔ گزینه‌ها (یا هر چند تا که مجازند) از میزان فرسایش آرا به میزان قابل توجهی کاست، اما این کار باعث افزایش تعداد آرای مخدوش خواهد شد چون نفس رتبه‌بندی همهٔ نامزدان برای برخی رأی‌دهندگان دشوار است. برخی منتقدان با اشاره به میزان بالای آرای فرسوده، تضمین کسب اکثریت مطلق آرا توسط برنده در روش رأی بدیل را به چالش می‌کشند. مثلاً در انتخابات ۲۰۱۱ شهرداری سان فرانسیسکو که رأی‌دهندگان مجاز به ذکر حداکثر سه اولویت بودند، برنده در نهایت فقط ۸۴٬۴۵۷ رأی از مجموع ۱۹۷٬۲۴۲ رأی را کسب کرده‌است و ۵۲٬۵۲۴ رأی در دور نهایی فرسوده شده‌اند (برنده فقط اکثریت مطلق آرای پیش‌رونده را کسب کرده‌است). طرفداران رأی بدیل، با بهتر دانستن فرسایش آرا نسبت به غیبت رأی‌دهندگان، به اُفت شدید میزان مشارکت در دور دوم انتخابات دومرحله‌ای نسبت به دور اول اشاره می‌کنند؛ گاهی در انتخابات دو مرحله‌ای، میزان آرای برندهٔ دور دوم از بازندگان دور اول هم کمتر است. در واقع رأی بدیل ذاتاً میزان مشارکت در انتخابات را افزایش می‌دهد. این روش گزینه‌های بیشتری را در اختیار رأی‌دهندگان می‌گذارد و به آن‌ها امکان رأی‌دهی صادقانه و حمایت از نامزد محبوبشان را نیز می‌دهد و به این ترتیب حضور حداکثری پای صندوق‌های رأی را تشویق می‌کند.

### صداقت و تاکتیک
یکی دیگر از مزایایی که برای رأی بدیل ذکر می‌شود، ترویج رأی‌دهی صادقانه و از بین بردن انگیزهٔ رأی‌دهی تاکتیکی است. در نظام‌های دوحزبی، بسیاری از طرفداران احزاب سوم یا نامزدهای مستقل که می‌دانند نامزد مورد نظرشان در عمل شانسی برای پیروزی ندارد، برای آنکه رأیشان هدر نرود مجبورند با اکراه به یکی از نامزدهای احزاب اصلی رأی دهند، چنانکه به گفتهٔ انجمن اصلاحات انتخاباتی، از هر پنج رأی‌دهنده در بریتانیا، یک نفر به هنگام رأی دادن «دماغش را می‌گیرد». در روش رأی بدیل، رأی‌دهندگان بدون ترس از هدر رفتن رأیشان می‌توانند نامزد محبوبشان را، فارغ از  اینکه واقعاً شانسی برای پیروزی دارد یا نه، در صدر اولویت‌هایشان بنشانند، و نامزد مطلوبی را که گمان می‌کنند از شانس واقعی برای پیروزی برخوردار است در ادامهٔ اولویت‌بندی‌شان ذکر کنند. اگر نامزد محبوب حذف شد، رأیشان هدر نخواهد رفت و به نامزد مطلوب خواهد رسید. علاوه بر از بین رفتن انگیزهٔ رأی‌دهی تاکتیکی، امکان تاکتیکی رأی دادن نیز کاهش می‌یابد. رأی‌دهی تاکتیکی در روش رأی بدیل نیازمند خبرگی و ریسک‌پذیری بالاست. طرفداران نامزد الف برای ضرر رساندن به نامزد ب (نزدیک‌ترین رقیب)، مجبورند از طرفداران یک نامزد ثالث مثلاً ج بخواهند که ب را در رتبهٔ بالاتری قرار دهند (جهت سوء استفاده از نقض معیار یکنوایی). این تاکتیک خلاف عقل سلیم است و شاید جواب ندهد و پیروزی قاطعانه‌تری را نصیب ب کند.

### تنوع گزینه‌ها و میانه‌روی
روش رأی بدیل گزینه‌های متنوع‌تری را در اختیار رأی‌دهندگان می‌گذارد و چون مشکل هدررفت و شکستن آرا در آن به حادی سایر نظام‌های اکثریتی نیست، نامزدهای مستقل و احزاب کوچک، مخصوصاً زنان و رنگین‌پوستان، به خود جرئت نامزد شدن می‌دهند. از مزایای آرای منتقل‌شدنی، ایجاد امکان انباشت آرای چند نامزد روی هم است، در نتیجه نامزدانی با علایق گوناگون اما به‌اندازهٔ کافی مشابه، می‌توانند با هم جمع شوند و صاحب یک کرسی نمایندگی شوند.
همچنین این نظام به نامزدانی که بخت اندکی برای انتخاب شدن دارند، این امکان را می‌دهد که از طریق ترجیحات دوم و مابعدشان روی نتیجهٔ انتخابات تأثیر بگذارند. به همین دلیل برخی دانشمندان، مانند دونالد هورویتز، استاد علوم سیاسی دانشگاه دوک، معتقدند که این نظام انتخاباتی بهترین روش برای ترویج میانه‌روی سیاسی و اعتدال است، چون نامزدان علاوه بر جلب نظر طرفدارانشان، باید در صدد جلب اولویت دوم سایر رأی‌دهندگان نیز باشند. بنابراین نامزدان مجبورند برنامه‌ها و سیاست‌هایی را دنبال کنند که نزد اقشار وسیعی از مردم پذیرفته است، نه فقط اقشار خاصی. از این رو، کارزارهای تخریبی و سمپاشی به سوی رقبا، در نهایت به ضرر نامزد تمام خواهد شد چون او را از دریافت ترجیح دوم هواداران نامزد رقیب و رأی‌دهندگان بی‌طرف یا مردد نیز دور می‌کند. با این حال، کارزار تخریبی محو نخواهد شد چون ممکن است برخی نامزدان با هدف زمین زدن نامزد پیشتاز متحد شده باشند. در مجموع در این روش نامزدها بیشتر روی توضیح و تشریح برنامه‌ها، ارزش‌ها، و سیاست‌های خود تمرکز خواهند کرد. انتخابات استرالیا شاهدی بر این مدعاست؛ احزاب بزرگ در استرالیا قبل از برگزاری انتخابات تلاش می‌کنند با احزاب کوچک وارد معامله شوند تا اولویت‌های دوم طرفداران آن احزاب کوچک را نصیب خود کنند. بدین ترتیب نظام رأی بدیل در جهت ارتقای سیاست تعاملی و سازشکارانه مؤثر است. از آن طرف برخی دیگر، نظیر جان فرنکل، استاد دانشگاه پاسیفیک جنوبی در فیجی، معتقدند ادعای افزایش همبستگی در جوامع به‌شدت متکثر (از نظر مذهبی، قومی، نژادی، زبانی و غیره) تا حد زیادی بستگی به ساختارهای اجتماعی و جمعیتی جامعهٔ میزبان دارد. گرچه به‌کارگیری رأی‌بدیل در دهه‌های ۱۹۶۰ و ۱۹۷۰ در پاپوا گینهٔ نو موفق بود و همبستگی را بین اقوام گوناگون افزایش داد، اما کشور فیجی تجربهٔ رضایت‌بخشی در استفاده از آن نداشت و در نهایت آن را کنار گذاشت.

### رأی‌دهی، شمارش، و هزینه‌ها
نیاز به سطحی از سواد برای رأی دادن (رتبه‌بندی نامزدان) و نیز شمارش به‌نسبت دشوار آرا از معایب کلی نظام‌های ترجیحی ذکر شده‌اند. دشواری رأی‌دهی معمولاً منجر به بالا رفتن تعداد آرای مخدوش می‌شود. در انتخابات ۱۹۹۹ فیجی که به روش رأی بدیل انجام شد، ۱۰ درصد آرا مخدوش بود. اگر شمارش آرا دستی باشد، لاجرم اعلام نتایج مدتی طول می‌کشد. برای انتخاباتی که در سطح استان یا ایالت برگزار می‌شوند، مدت جمع‌آوری و شمارش آرا شاید به چند روز برسد. با این حال، زمان لازم برای اعلام نتیجهٔ نهایی در روش رأی بدیل احتمالاً کمتر از مدت زمان لازم برای برگزاری دور دوم انتخابات در نظام‌های دومرحله‌ای است. می‌توان زمان لازم برای اعلام نتایج را با شمارش آرا با ماشین یا برگزاری انتخابات به صورت الکترونیک کاهش داد ولی همهٔ این‌ها نیازمند صرف هزینه است. چنانکه هزینهٔ برگزاری انتخابات شهرداری لندن، انتاریو در سال ۲۰۱۸ به روش رأی بدیل ۱٫۷ میلیون دلار کانادا بود، در حالی که هزینهٔ برگزاری انتخابات قبلی در سال ۲۰۱۴ به روش نخست‌گزینی ۱٫۳ میلیون دلار کانادا بود.

### تناسب
رأی بدیل اغلب در حوزه‌های انتخابیهٔ تک‌نماینده به کار می‌رود، به همین دلیل نتایج آن نسبت به نظام‌های تناسبی متوازن و متناسب نیست. حتی گاه ممکن است نظام نخست‌گزینی نسبت به رأی بدیل، نتایج متناسب‌تری را ارائه کند. استفاده از این نظام در حوزه‌های انتخابیهٔ چندنماینده نیز نتایج مطلوبی به همراه نداشته‌است. مجلس سنای استرالیا از ۱۹۱۹ تا ۱۹۴۶ از این روش در حوزه‌های انتخاباتی چندنماینده استفاده می‌کرد اما بعداً نظام انتخاباتی خود را تغییر داد.
مهم‌ترین ایرادی که ریاضی‌دانان به رأی بدیل می‌گیرند نایکنوایی آن است: اینکه ممکن است رأی بیشتر به یک نامزد به‌جای کمک به او، به ضررش تمام شود یا اینکه رأی کمتر به سودش باشد. نایکنوایی از ویژگی‌های کلی نظام‌های مرحله‌دار — اعم از واقعی و مجازی — است و مختص به رأی بدیل نمی‌باشد؛ مثلاً روش دومرحله‌ای و  تک‌رأی انتقال‌پذیر نیز به این مشکل مبتلایند.

## معیارهای انتخاباتی
ریاضی‌دانان نظام‌های انتخاباتی را با استفاده از معیارهای انتخاباتی ارزیابی می‌کنند. معیارهای متنوعی در منابع مختلف معرفی و تشریح شده‌اند، اما روی معیارهای کندورسه، استقلال از گزینه‌های نامربوط، و یکنوایی بحث و پژوهش بیشتری شده‌است. طبق قضیهٔ عدم امکان ارو، هیچ نظام انتخاباتی دموکراتیکی وجود ندارد که در هر دو معیار کندورسه و استقلال از گزینه‌های نامربوط صدق کند و بتواند در انتخاباتی با حضور سه نامزد یا بیشتر، برنده را مشخص کند.
روش رأی بدیل معیار یکنوایی را نقض می‌کند. یکنوایی آن است که رأی باکیفیت‌تر به یک نامزد به‌جای کمک به او، به ضررش تمام شود یا اینکه رأی کم‌کیفیت‌تر به او به سودش باشد. مثال ساختگی زیر این ایراد را تبیین می‌کند.
| دسته | تعداد | ترتیب                   |
| ---- | ----- | ----------------------- |
| الف  | ۷     | صنم، ماهکان، کژال، دنیز |
| ب    | ۶     | ماهکان، صنم، کژال، دنیز |
| ج    | ۵     | کژال، ماهکان، صنم، دنیز |
| د    | ۳     | دنیز، کژال، ماهکان، صنم |

| دسته | تعداد | ترتیب                   |
| ---- | ----- | ----------------------- |
| الف  | ۷     | صنم، ماهکان، کژال، دنیز |
| ب    | ۶     | ماهکان، صنم، کژال، دنیز |
| ج    | ۵     | کژال، ماهکان، صنم، دنیز |
| د    | ۳     | صنم، دنیز، کژال، ماهکان |

چهار نامزد به نام‌های صنم، ماهکان، کژال، و دنیز در انتخاباتی با حضور ۲۱ رأی‌دهنده شرکت کرده‌اند. رأی‌دهندگان بر مبنای نحوهٔ اولویت‌بندی نامزدها در برگهٔ رأیشان به چهار دستهٔ «الف»، «ب»، «ج»، و «د» تقسیم شده‌اند. نحوهٔ خواندن جدول به این صورت است که مثلاً در دستهٔ «الف» ۷ رأی‌دهنده، صنم را به عنوان گزینهٔ اول، ماهکان را به عنوان گزینهٔ دوم، کژال را به عنوان گزینهٔ سوم، و دنیز را به عنوان گزینهٔ چهارم مشخص کرده‌اند. هیچ‌یک از نامزدان در شمارش دور اول، اکثریت مطلق (۱۱ رأی) را کسب نکرده‌اند. آخرین نامزد، دنیز، حذف می‌شود و هر سه رأی او به کژال می‌رسد. شمار آرای کژال به ۸ می‌رسد. هنوز هیچ‌یک از نامزدان به اکثریت مطلق نرسیده‌اند؛ در نتیجه ماهکان حذف می‌شود و همهٔ رأی‌هایش به صنم می‌رسد. شمار آرای صنم به ۱۳ می‌رسد و او برندهٔ انتخابات اعلام می‌شود. اما پیش از برگزاری جشن پیروزی توسط صنم و طرفدارانش، کژال خواهان بازشماری آرا می‌شود. در شمارش مجدد آرا مشخص می‌شود که برگه‌های رأی دستهٔ «د» به‌اشتباه چیده شده بودند. در واقع در همهٔ آن‌ها صنم به عنوان ترجیح اول ذکر شده بود. ترتیب درست آرای دستهٔ «د» در جدول خوانش ثانویه آمده است. در ابتدا این تغییر چینش موجب خوشحالی صنم و طرفدارانش می‌شود چون تعداد آرایی که او در آن‌ها به عنوان ترجیح اول ذکر شده به مقدار قابل توجهی افزایش می‌یابد. صنم در دور اول بازشماری صاحب ۱۰ رأی است و فقط به یک رأی دیگر برای تضمین پیروزی نیاز دارد. صنم پیش خود فکر می‌کند که حتماً پیروزی قاطعانه‌تری به دست خواهد آورد. اما در ادامهٔ بازشماری آرا، ورق بر می‌گردد؛ چون دنیز اصلاً رأیی نیاورده است، آخرین نامزد پس از دور اول بازشماری در واقع کژال است. کژال حذف می‌شود و ۵ رأیش به ماهکان می‌رسد و تعداد رأی‌های ماهکان را به ۱۱ می‌رساند. ماهکان برندهٔ جدید انتخابات است.
صاحب‌نظران در نفس وجود نقیصهٔ بالا متفق‌القول‌اند، اما دربارهٔ احتمال وقوع چنین سناریویی در عمل اتفاق نظر ندارند. به گفتهٔ پاتریک بردلی، مجری ارشد برگزاری انتخابات در ایرلند شمالی، طی ۲۲ سال برگزاری انتخابات در آن کشور به روش تک‌رأی انتقال‌پذیر در اندازه‌های بزرگ و کوچک، هیچ مدرک یا نشانه‌ای دال بر وقوع سناریوی بالا «در عمل» به دست نیامده است. کریسپین الارد، ریاضی‌دان بریتانیایی و عضو شورای انجمن اصلاحات انتخاباتی، در یک مطالعهٔ آماری با استفاده از داده‌های یک نظرسنجی انتخاباتی در لندن، احتمال نقض معیار یکنوایی در یک انتخابات چندبرنده به روش ترجیحی را  ۰٫۰۲۵ درصد تخمین زده‌است. یعنی اگر انتخابات سراسری در بریتانیا به روش ترجیحی برگزار شود، احتمال بروز سناریوی بالا کمتر از یک مورد در هر صد سال است. برخی پژوهشگران با انجام مطالعات نظری، تخمین الارد را به چالش کشیده‌اند و احتمال بروز این نقیصه را ناچیز ندانسته‌اند. جوزف اورنستاین، از دانشکدهٔ علوم سیاسی دانشگاه میشیگان، و رابرت نورمن، از دانشکدهٔ ریاضی کالج دارتموث، با ارائهٔ یک مدل فضایی احتمال نقض معیار یکنوایی در یک انتخابات رقابتی با روش رأی بدیل و حضور سه نامزد را حول‌وحوش ۱۵ درصد برآورد کرده‌اند. آنان به این نتیجه رسیده‌اند که هرچه انتخابات رقابتی‌تر باشد، احتمال نایکنوایی بالاتر می‌رود.
روش رأی بدیل معیار برندهٔ کندورسه را نقض، ولی معیار بازندهٔ کندورسه را احراز می‌کند. برندهٔ کندورسه نامزدی است که همهٔ نامزدهای دیگر را در رقابت‌های رودررو شکست دهد، البته اگر چنین نامزدی اصلاً وجود داشته باشد. روش رأی بدیل انتخاب برندهٔ کندورسه را تضمین نمی‌کند. اگرچه کارایی کندورسه (احتمال گزیدن برندهٔ کندورسه) در رأی بدیل نسبت به نظام‌های اکثریتی رایج (مثلاً نظام نخست‌گزینی) در مجموع بالاتر است، ولی مثال‌های نقض فراوانی می‌توان یافت که این روش معیار کندورسه را نقض کرده باشد. مثلاً در انتخابات بالا با همان برگه‌های رأی ترجیحی (خوانش اولیه)، ماهکان برندهٔ کندورسه بود چون صنم را ۱۴ به ۷، کژال را ۱۳ به ۸، و دنیز را ۱۸ به ۳ شکست می‌دهد ولی در نهایت صنم برندهٔ انتخابات شد. بازندهٔ کندورسه، نامزدی است که — در صورت وجود — از همهٔ نامزدهای دیگر در رقابت‌های دوبدو شکست می‌خورد. روش رأی بدیل تضمین می‌کند که چنین نامزدی را تحت هیچ شرایطی به عنوان برندهٔ نهایی بر نخواهد گزید. مثلاً در انتخابات بالا با همان برگه‌های رأی ترجیحی (خوانش اولیه)، دنیز بازندهٔ کندورسه است چون از سایر نامزدها با نتیجهٔ مشابه ۱۸ به ۳ شکست می‌خورد.
رأی بدیل معیار استقلال از گزینه‌های نامربوط را هم نقض می‌کند. استقلال از گزینه‌های نامربوط یعنی آنکه اگر نامزد الف بر نامزد ب مرجح است، معرفی یا حذف نامزد نامربوط ج نباید ب را بر الف مرجح گرداند. در انتخابات بالا با همان برگه‌های رأی ترجیحی (خوانش اولیه)، صنم برنده است اما اگر کژال به‌کل از انتخابات حذف شود، ماهکان برنده خواهد بود.

## استفاده‌کنندگان

کشورهای استفاده‌کننده از رأی بدیل

در حال حاضر تنها در دو کشور استرالیا و پاپوآ گینهٔ نو از روش رأی بدیل برای انتخابات مجالس قانونگذاری در سطح ملی استفاده می‌شود. در کشورهای ایرلند و هند از این روش برای انتخابات ریاست‌جمهوری استفاده می‌شود؛ در ایرلند با رأی مستقیم مردم و در هند با رأی نمایندگان مجلس. کشور فیجی سابقهٔ برگزاری انتخابات پارلمانی با روش رأی بدیل را داشته‌است.

### آمریکا
رأی بدیل در انتخاب مقامات شهری در حداقل ده شهر آمریکا از جمله نیویورک، سان فرانسیسکو، مینیاپولیس، اوکلند، سینت پل، برکلی، پورتلند، و سان لئاندرو به کار می‌رود.
هشت نوامبر ۲۰۱۶، مردم ایالت مین با ۵۲ درصد موافقت به نظام رأی بدیل آری گفتند. مین اولین ایالت آمریکا بود که مقرر شد اعضای کنگره و نیز فرماندار و اعضای قوهٔ مقننهٔ ایالتی‌اش را از سال ۲۰۱۸ با رأی بدیل انتخاب کند. اما دیوان عالی ایالتی مین این روش را ناقض قانون اساسی ایالت دانست. نظر مشورتی و غیرالزام‌آور دیوان شامل انتخابات فدرال و مقدماتی ایالتی نمی‌شد. قوهٔ مقننه مین متممی تصویب کرد که برگزاری هرگونه انتخابات به روش رأی بدیل تا دسامبر ۲۰۲۱ به تعویق افتد و در صورت عدم اصلاح قانون اساسی ایالت تا آن زمان، قانون اولیه (برگزاری انتخابات به روش رأی بدیل) خودبخود لغو شود. حامیان رأی بدیل موفق شدند با کسب امضاهای لازم قانون جدید را تا زمان برگزاری یک همه‌پرسی در این باره معلق کنند. ۱۲ ژوئن ۲۰۱۸، مردم مین هم در انتخابات مقدماتی به روش رأی بدیل شرکت کردند و هم با ۵۵ درصد موافقت، بخش‌هایی از متمم تعویق که به انتخابات سراسری ایالتی مربوط نبود را لغو کردند. ۶ نوامبر ۲۰۱۸، برای اولین بار در آمریکا از روش رأی بدیل در سطح یک ایالت برای انتخاب اعضای کنگره استفاده شد. بروس پالیکوین، نامزد متصدی جمهوری‌خواه از حوزهٔ انتخابیهٔ دوم مین، که در دور اول شمارش آرا پیشتاز بود، در نهایت مغلوب جرد گلدن دموکرات شد. در پی برگزاری موفق انتخابات فدرال با رأی بدیل، قوهٔ مقننهٔ مین در ۳۰ اوت ۲۰۱۹ تصویب کرد که انتخابات مقدماتی و سراسری ریاست‌جمهوری نیز در مین به روش رأی بدیل برگزار شود.
برندگان جایزهٔ اسکار بهترین فیلم، جایزهٔ انجمن تهیه‌کنندگان آمریکا برای بهترین فیلم، و جایزهٔ هوگو به روش رأی بدیل انتخاب می‌شوند. رؤسای انجمن روان‌شناسی آمریکا و انجمن علوم سیاسی آمریکا نیز به این شیوه انتخاب می‌شوند.

### استرالیا

برگهٔ رأی انتخابات ۲۰۱۶ استرالیا که به روش رأی بدیل برگزار شد.

استرالیا از نظام رأی بدیل به صورت گسترده در سطوح ملی و ایالتی استفاده می‌کند. اعضای مجلس نمایندگان استرالیا از ۱۹۱۹ تاکنون با رأی بدیل از حوزه‌های تک‌نماینده انتخاب شده‌اند. اعضای مجلس سنای استرالیا نیز از ۱۹۱۹ تا ۱۹۴۶ به همین روش ولی از حوزه‌های چندنماینده انتخاب می‌شدند. رأی بدیل اصولاً از نظام‌های انتخاباتی تک‌برنده است. استفاده از این روش در حوزه‌های چندنماینده باعث شد نتایج انتخابات به قدر کافی متناسب و عادلانه نباشند. در نتیجه کم‌کم از اهمیت و مشروعیت مجلس سنا نزد مردم و سیاستمداران استرالیا کاسته شد. در سال ۱۹۴۸ نظام انتخاباتی مجلس سنا به تک‌رأی انتقال‌پذیر تغییر پیدا کرد. اساس این روش مشابه رأی بدیل است ولی برای انتخابات چندبرنده طراحی شده‌است. از آن به بعد نتایج انتخابات سنا متناسب‌تر و عادلانه‌تر شد و این مجلس جایگاه سابق خود نزد مردم را بازیافت.

### ایرلند
در جمهوری ایرلند از سال ۱۹۳۷ تاکنون از روش رأی بدیل برای انتخاب رئیس‌جمهور استفاده می‌شود. رئیس‌جمهور ایرلند با آرای مستقیم مردم به مدت هفت سال انتخاب می‌شود و اختیارات بسیار محدودی دارد.

### بریتانیا
از این روش برای انتخاب رهبران احزاب کارگر و لیبرال دموکرات و نیز رئیس مجلس اعیان بریتانیا و اعضای موروثی آن استفاده می‌شود.
حزب لیبرال دموکرات همواره از به‌کارگیری روش نخست‌گزینی در انتخابات سراسری بریتانیا زیان دیده‌است. سهم این حزب از کرسی‌های پارلمان کمتر از آرای مردمی کسب‌شده‌است. لیبرال دموکرات‌ها همواره خواهان استفاده از نظام تناسبی برای انتخابات بوده‌اند. در انتخابات سراسری ۲۰۱۰ بریتانیا هیچ‌یک از احزاب نتوانست اکثریت مطلق آرا را به دست آورد تا به‌تنهایی دولت حاکم را تشکیل دهد. در پی مذاکرات تشکیل دولت ائتلافی، احزاب محافظه‌کار و لیبرال دموکرات توافق کردند همه‌پرسی تغییر نظام انتخاباتی را برگزار کنند. حزب محافظه‌کار زیر بار تغییر نظام انتخاباتی به روش تناسبی نرفت، در نتیجه حزب لیبرال دموکرات به رأی بدیل رضایت داد. این در حالی است که رأی بدیل از مدت‌ها پیش در مانیفست حزب کارگر بود. در نهایت، مردم بریتانیا در همه‌پرسی تغییر نظام انتخاباتی در ۵ مهٔ ۲۰۱۱، استفاده از روش رأی بدیل برای انتخاب نمایندگان مجلس عوام به‌جای روش نخست‌گزینی را با ۶۸ درصد مخالفت رد کردند.

### بوسنی و هرزگوین
جامعهٔ بوسنی و هرزگوین متکثر و به‌شدت قطبی است. نظام حکومتی این کشور از پیچیده‌ترین نظام‌ها در جهان است. مثلاً مقام ریاست‌جمهوری بوسنی و هرزگوین در واقع هیئتی سه نفره از سه قومیت مختلف کشور است: دو نفر (یک بوسنیایی و یک کروات) از نهاد فدراسیون بوسنی و هرزگوین و یک صرب از جمهوری صرب بوسنی. انتخابات ریاست‌جمهوری و دو معاون او در جمهوری صرب بوسنی به روش رأی بدیل صورت می‌گیرد. رئیس‌جمهور صرب بوسنی سوای از نمایندهٔ صرب‌ها در هیئت ریاست‌جمهوری کشور است.

### پاپوآ گینه نو
پاپوآ گینهٔ نو از ۱۹۶۴ تا ۱۹۷۵ وقتی یکی از قلمروهای استرالیا محسوب می‌شد از روش رأی بدیل برای انتخابات پارلمانی‌اش استفاده می‌کرد (انتخابات ۱۹۶۴، ۱۹۶۸ و ۱۹۷۲). اما پس از کسب استقلال در ۱۹۷۵، به نظام نخست‌گزینی روی آورد و تا سال ۲۰۰۲ به استفاده از آن ادامه داد. نظام نخست‌گزینی در پاپوآ گینهٔ نو که از لحاظ قومی و نژادی و زبانی جامعه‌ای بسیار متکثر و گونه‌گون دارد (چنانکه ۸۵۰ زبان مختلف در این کشور صحبت می‌شود) به اختلافات قومی و قبیله‌ای به‌شدت دامن زد. در نتیجه، مقامات تصمیم گرفتند که نظام انتخاباتی به همان روش قبلی رأی بدیل برگردد که با ترویج میانه‌روی و اعتدال، انسجام و وحدت را در کشور تقویت می‌کرد. انتخابات سال‌های ۲۰۰۷، ۲۰۱۲، و ۲۰۱۷ به روش رأی بدیل برگزار شد. رأی‌دهندگان مجاز بودند حداکثر سه نامزد را در برگهٔ رأی رتبه‌بندی کنند.

### کانادا
از سال ۲۰۱۶، شهرهای استان انتاریو مخیر شدند روش رأی بدیل را برای انتخابات شهری استفاده کنند. شهر لندن در استان انتاریو اولین (و تاکنون تنها) شهری بود که این روش را اتخاذ کرد و آن را در سال ۲۰۱۸ برای انتخاب شهردار و اعضای شورای شهر به کار بست. رهبر احزاب لیبرال، محافظه‌کار،  و دموکراتیک جدید کانادا نیز با رأی بدیل انتخاب می‌شوند.

### فیجی
کشور فیجی از لحاظ نژادی کاملاً دوقطبی است: ۵۲ درصد جمعیت کشور را بومیان، ۴۴ درصد را هندیان، و مابقی را مهاجران چینی و اروپایی و غیره تشکیل می‌دهند. این مستعمرهٔ سابق بریتانیا، پس از کسب استقلال با تنش‌های سیاسی و قومیتی مواجه بوده‌است. بومیان فیجی قدرت را طی کودتای ۱۹۸۷ قبضه کردند ولی در اواسط دههٔ ۱۹۹۰ به راهکارهای مسالمت‌جویانه و مساوات‌گرایانه روی آوردند. پیشتر انتخابات در این کشور به روش نخست‌گزینی برگزار می‌شد. فیجی اولین کشوری بود که در ۱۹۹۷ رأی بدیل را در سطح ملی اختصاصاً به منظور مدیریت تنوع قومی و تعدیل تنش‌ها اتخاذ کرد. در ابتدا، نتایج انتخابات ۱۹۹۹ مجلس سفلای فیجی خوب به نظر می‌رسید و برای اولین بار در تاریخ این کشور، یک هندی به نخست‌وزیری انتخاب شد. ولی با گذشت زمان، دولت ائتلافی تضعیف شد تا اینکه سرانجام در کودتای ۲۰۰۰ توسط عده‌ای از افراط‌گرایان بومی، ساقط شد. دادگاه عالی کشور در مارس ۲۰۰۱ به برگزاری مجدد انتخابات با روش رأی بدیل حکم داد. اما این بار نتایج کاملاً وارونه شد؛ عده‌ای از افراط‌گرایان بومی به قدرت رسیدند و سهم هندی‌ها از دولت ناچیز شد. انتخابات در سال ۲۰۰۶ نیز با این روش برگزار شد. اما اواخر آن سال بار دیگر کودتا شد. روش رأی بدیل در فیجی موفق عمل نکرده بود؛ به همین خاطر، قانون اساسی در ۲۰۱۳ تغییر کرد تا انتخابات ۲۰۱۴ پارلمان جدید و تک‌مجلسی فیجی به روش تناسبی (فهرست باز) برگزار شود.

### هلند
رهبر حزب کارگر هلند به روش رأی بدیل انتخاب می‌شود.

### هند
رئیس‌جمهور هند توسط مجمعی از گزینندگان متشکل از اعضای منتخب هر دو مجلس پارلمان هند (لوک سبها و راجیه سبها) و نیز اعضای منتخب مجالس سفلای هر ۲۹ ایالت هند (ودهان سبها) به اضافهٔ ۲ قلمرو دهلی و پودوچری به صورت غیرمستقیم و به روش رأی بدیل برگزیده می‌شود. در قانون اساسی هند از روش تناسبی تک‌رأی انتقال‌پذیر نام برده شده‌است اما از آنجایی که انتخابات تنها برای یک کرسی انجام می‌گیرد، تک‌رأی انتقال‌پذیر لاجرم به رأی بدیل تقلیل می‌یابد.

### هنگ کنگ
چهل نماینده از ۷۰ نمایندهٔ شورای مقننهٔ هنگ کنگ توسط مردم و از حوزه‌های انتخابیهٔ جغرافیایی، و ۳۰ نمایندهٔ باقی‌مانده از ۲۸ حوزهٔ انتخابیهٔ صنفی با شمار محدود اعضا انتخاب می‌شوند. نمایندگان ۴ حوزهٔ انتخابیه هئونگ یی کوک، کشاورزی و شیلات، بیمه، و ترابری که همگی کمتر از ۲۰۰ عضو دارند توسط رأی بدیل انتخاب می‌شوند. در اغلب مواقع فقط یک نفر نامزد شده و انتخاباتی صورت نمی‌گیرد. گاه دو نامزد برای کرسی رقابت می‌کنند که روش رأی بدیل در عمل با روش نخست‌گزینی یکسان خواهد شد. نامزد شدن ۳ نفر و برگزاری انتخابات به روش رأی بدیل به‌ندرت در هنگ کنگ رخ داده‌است.

## یادداشت
1. ↑  alternative vote (AV)
2. ↑  instant run-off voting (IRV)
3. ↑  non-partisan
4. ↑  John Avalos
5. ↑  Dennis Herrera
6. ↑  David Chiu
7. ↑  Leland Yee
8. ↑  Jeff Adachi
9. ↑  Bevan Dufty
10. ↑  Tony Hall
11. ↑  Michela Alioto-Pier
12. ↑  Joanna Rees
13. ↑  Terry Joan Baum
14. ↑  Phil Ting
15. ↑  Cesar Ascarrunz
16. ↑  Wilma Pang
17. ↑  Emil Lawrence
18. ↑  Paul Currier
19. ↑  continuing vote
20. ↑  exhausted ballot
21. ↑  over vote
22. ↑  under vote
23. ↑  Jon Fraenkel